# 轉染
轉染（英語：Transfection）是刻意將外源遺傳物質（DNA或RNA，裸核酸或纯化核酸）植入真核細胞的一種過程；此術語用來描述非病毒媒介的基因轉殖方式，以及動物細胞進展到癌變狀態。轉化（英語：transformation，又譯“轉形”）則更常用於細菌和植物细胞中的非病毒DNA轉移。而以病毒媒介的基因轉殖至真核細胞的方式，則稱為轉導（英語：Transduction）。
動物細胞的轉染作用方式如下，在細胞膜上開出一個暫時性的小孔，使細胞較容易攝取外源基因（可經由磷酸鈣攜帶進入細胞），藉由電穿孔法、細胞擠壓法即可製造孔洞、或將細胞及外源基因浸泡在充滿脂質體的液體中，脂質體將會包住外源基因，然後融入細胞膜，並將外源基因釋放到細胞內部。
轉導有時會導致目標基因產生意想不到的轉變。

## 方法
以下有許多轉染的方式，有些為物理方法（電穿孔法、細胞擠壓法、奈米粒子以及磁轉），有些需求化學物質或是病毒作為攜帶者。

### 化學性的轉染
化學性的轉染可被分為下列幾類：環糊精、聚合物、脂質體、奈米粒子。
- 利用磷酸鈣作為攜帶者是最便宜的化學方法之一，此方法是由F. L. Graham和A. J. van der Eb在西元1973年所提出，此方式需要兩種試劑：帶有磷酸根的HEPES緩衝溶液（HeBS）及帶有外源DNA的氯化鈣溶液，當將這兩種溶液混合均勻，帶正電的鈣離子將會和帶負電的磷酸跟結合形成磷酸鈣，而外源DNA則會鍵結在磷酸鈣的表面上，此懸浮物接著被加到細胞培養皿中（通常以單層生長的細胞培養皿），細胞將會攝取外源DNA（科學家尚未了解其過程），醫學上常利用此方法來檢測癌細胞。

- 其他方法使用具多側链的有機化合物，所謂樹枝狀聚合物，結合DNA並讓它進入細胞內。

- 一個非常有效的方法是加入具有外源DNA的脂質體，脂質體為一小型、球狀、單層膜的脂肪構造，內部可以包住外源DNA。當脂質體被放入細胞中，將會融入細胞膜，從而將內部的外源DNA釋放進入細胞中，對於真核動物細胞而言，使用陽離子的脂質體將能有效地增加轉染成功率，因為真核動物細胞對此類脂質體有更高的敏感性。

- 另一種方法是採用陽離子聚合物，如DEAE-葡聚醣或聚乙烯亞胺。帶負電荷的DNA將結合到聚陽離子上，再由細胞行胞吞作用攝取。

### 非化學性的轉染
- 電穿孔法（又稱基因電轉移）是一種常見的方法，當細胞暴露於強電場造成的短脈衝中，細胞膜的通透性會在瞬時增加，使細胞能攝取外源基因。

- 細胞擠壓法是由Armon Sharei、Robert Langer和Klavs Jensen於2013年在麻省理工學院所提出，他們透過溫和的壓縮細胞膜，使細胞膜上的通透性變高，從而達到攝取外源基因的目的，此方法消除了外源毒性及脫靶效應的可能性，因為它並不需要外加的化學藥劑及電場。

- 聲孔效應採用高強度的超音波誘導細胞膜上小孔的形成。這個孔的形成主要歸因於氣泡與附近的細胞膜相互作用。